# Schloss Nynäs

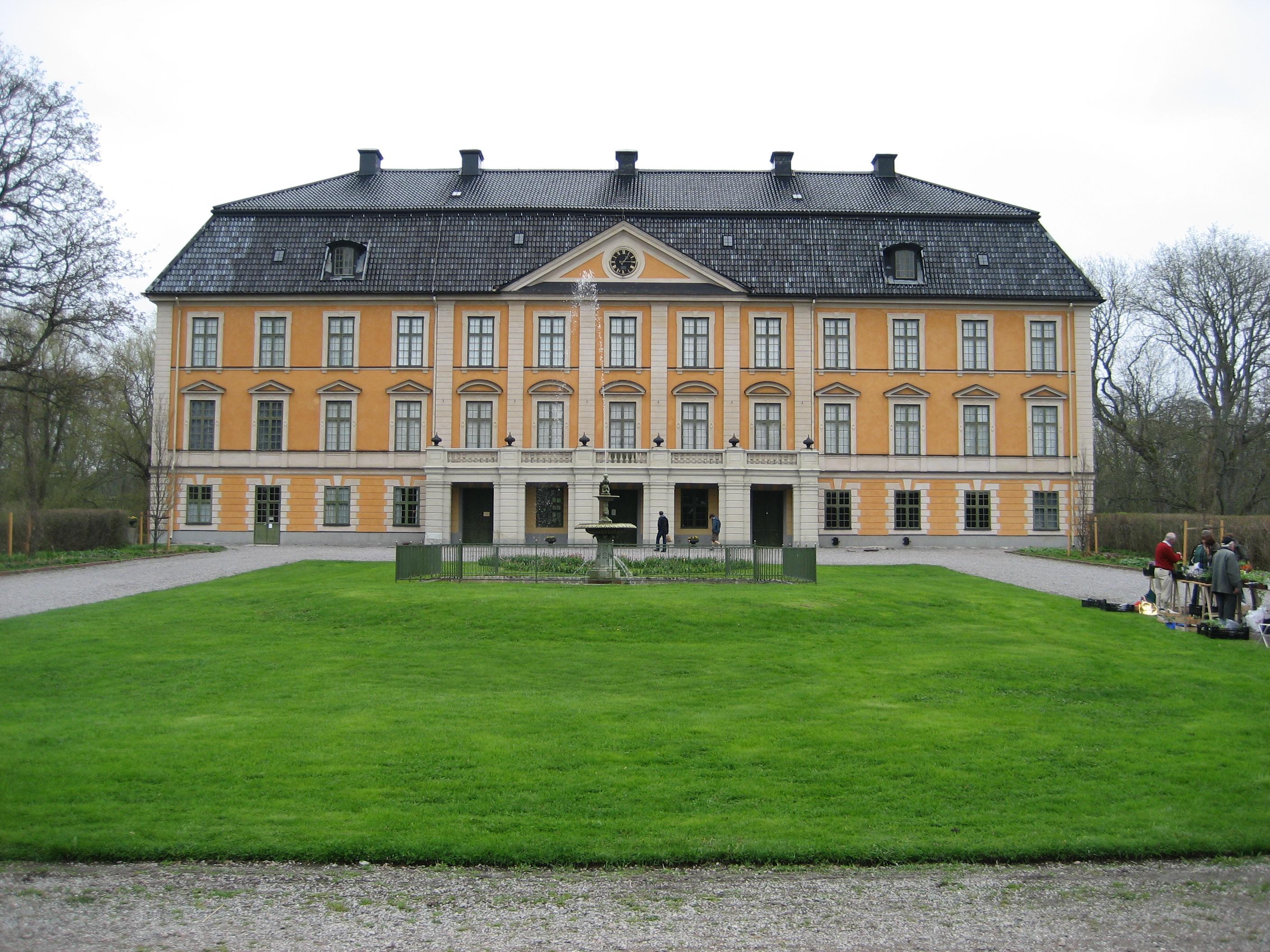
Schloss Nynäs

Das Schloss Nynäs liegt in der schwedischen Gemeinde Trosa in der Nähe der Ostseeküste.

## Geschichte
Das Grundstück, auf dem das Schloss steht, war schon im 14. Jahrhundert ein Gutshof. Es wird vermutet, dass das heutige Hauptgebäude um 1650 unter Erik Gyllenstierna entstand. Sein heutiges Aussehen erhielt der Herrenhof um 1860. Unter den bekannten Besitzern des Gutes finden sich Reichsdrost Bo Jonsson Grip im 14. Jahrhundert, das Adelsgeschlecht Gyllenstierna im 17. Jahrhundert sowie der Stockholmer Stadtrat Johan August Gripenstedt um 1860. Der letzte private Besitzer war Freiherr Johan Gripenstedt. Dieser verkaufte das Schloss samt Umgebung 1984 an die Provinz Södermanlands län. Das Inventar wurde vollständig von den staatlichen Kunstmuseen gekauft. Im Sommerhalbjahr wird das Schloss interessierten Besuchern gezeigt. Die zugehörigen Felder werden von der provinzeigenen Landwirtschaftsschule bewirtschaftet.

## Einrichtung
Das Hauptgebäude war so gestaltet, dass sich im Erdgeschoss Verwaltungsräume und Wohnungen für die Bediensteten befanden, das Mittelgeschoss war die Paradeetage und das Obergeschoss, das erst zu Beginn des 19. Jahrhunderts völlig eingerichtet war, enthielt Gästezimmer. Sehenswert ist vor allem die Stuckdecke in der Mitteletage.